# Sailly-Flibeaucourt
Sailly-Flibeaucourt là một xã ở tỉnh Somme, vùng Hauts-de-France, Pháp.

## Địa lý
Thị trấn này có cự ly khoảng 5 dặm Anh về phía tây bắc của Abbeville, trên đường D111c. 

## Dân số
| 1962                                                         | 1968 | 1975 | 1982 | 1990 | 1999 |
| ------------------------------------------------------------ | ---- | ---- | ---- | ---- | ---- |
| 978                                                          | 986  | 1037 | 1006 | 995  | 947  |
| Số liệu điều tra dân số từ năm 1962, dân số không tính trùng |      |      |      |      |      |